# Донбассаэро
Донбассаэро (укр. Авіакомпанія Донбасаеро) — существовавшая ранее украинская авиакомпания, базировалась в Донецке, Украина. В 2008 году перевезла 516 тыс. пассажиров. Входила в состав украинской авиационной группы (АэроСвит, Донбассаэро, Днеправиа, Роза ветров). В 2013 году была признана банкротом и ликвидирована.

## История

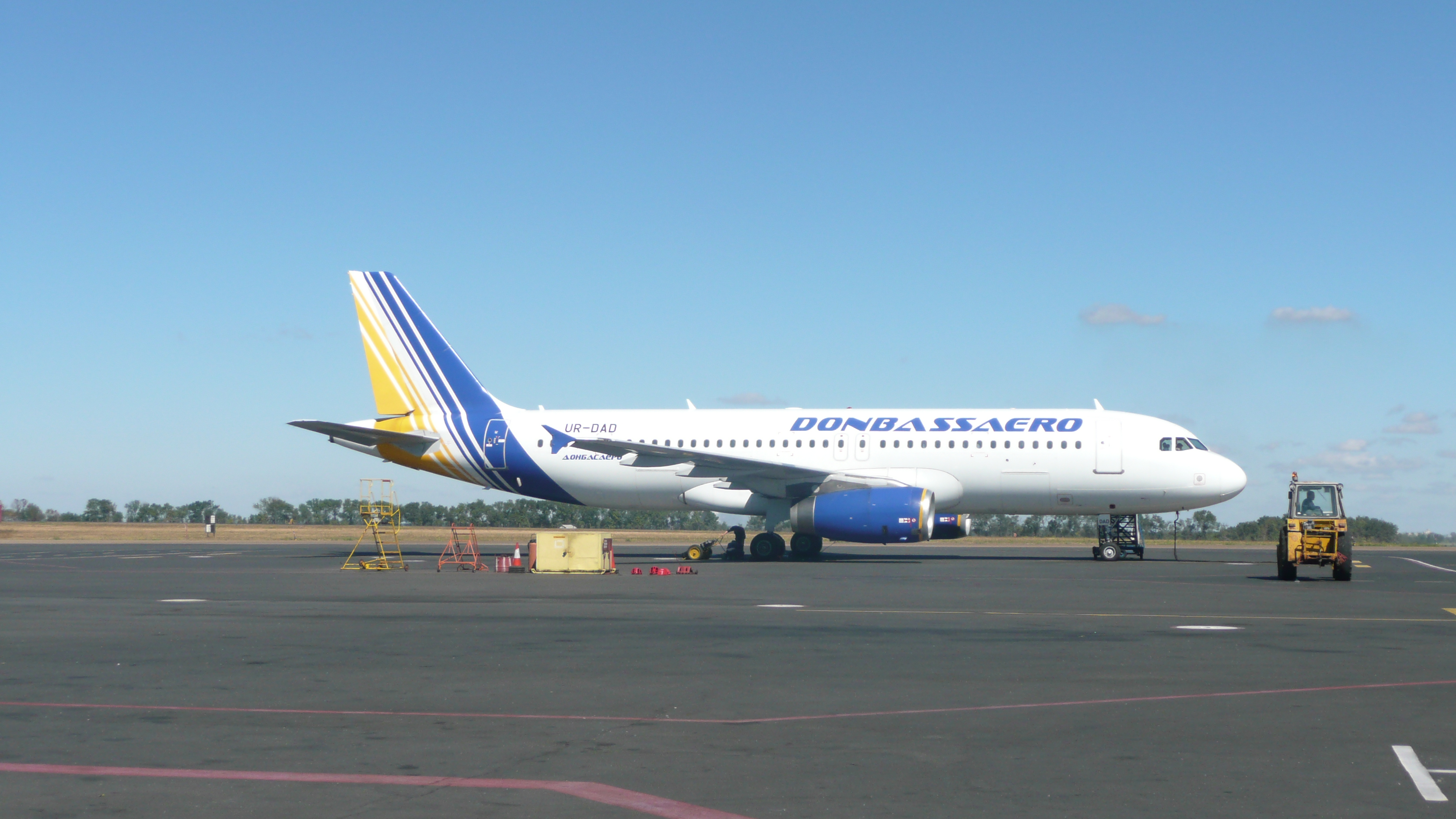
Airbus A320. Донбассаэро UR-DAD в аэропорту Донецка

История авиапредприятия начинается с постановления Сталинского городского совета от 27.07.1931 г., которым было поручено земотделу и отделу городского хозяйства подыскать территорию для строительства аэродрома гражданской авиации в г. Сталино (наименование г. Донецка в 1924—1961 гг).
В 1933 году был основан аэропорт «Сталино». В этом же году был организован первый рейс Аэрофлота по маршруту Сталино — Старобельск.
Весной 1936 года в аэропорту был организован отряд лёгких самолетов У-2, которым выполнялись авиахимические работы на полях, санитарные перевозки, небольшой объём пассажирских и грузо-почтовых перевозок.
1941 год. В соответствии с «Положением о Главном Управлении ГВФ (гражданский воздушный флот) на военное время» Совнаркома СССР от 23 июня 1941 года личный состав ГВФ был призван в Красную Армию. Лётно-технический состав авиапредприятия вошёл в состав 87-го гвардейского отдельного Сталинского полка гражданской авиации.
1944 год. После освобождения Донбасса от немецкой оккупации авиапредприятие вернулось к выполнению авиаперевозок пассажиров, грузов и проведению авиахимработ для сельского хозяйства.
В 1952 году в аэропорту была организована эскадрилия тяжелых самолетов Ли-2.
В 1957 году введен в строй новый аэровокзал, построенный по проекту архитектора В. Соловьева, пропускной способностью 100 пассажиров в час.
В 1961 году аэропорт «Сталино» (как и город) переименован в «Донецк».
В 1960-е — начало 1970-х начата эксплуатация самолетов Ан-24, Ан-10, Ил-18. Лётный отряд ПАНХ выполняет сельскохозяйственные авиахимработы не только в Донецком регионе, но и в сельскохозяйственных областях Средней Азии, Германской Демократической Республики и др.
В 1974 году в аэропорту Донецк произведена реконструкция ИВПП и радиотехнических средств взлета и посадки, а в 1975 году было принято в эксплуатацию новое здание аэровокзала с пропускной способностью 500 пассажиров в час на прилет и вылет (по проекту архитектора В.3. Спусканюка), что позволило принимать самолеты практически всех существующих в то время типов и значительно увеличило объёмы пассажирских и грузовых перевозок.
1982 г. Начата лётная эксплуатация самолетов 3-го поколения Як-42. Лётные и инженерно-технические специалисты предприятия успешно освоили этот тип машин.
В 1983 г. авиапредприятие впервые в СССР начало выполнять международные авиаперевозки на Як-42. Лётный и инженерно-технический состав авиаотряда передавал свой опыт эксплуатации Як-42 специалистам Днепропетровского, Львовского, Симферопольского авиапредприятий, пилотам из Литовской, Туркменской и Узбекской ССР, начавшим в это время эксплуатацию самолетов 3-го поколения.
1988-89 гг. Лётный и инженерно-технический состав авиапредприятия принял активное участие в предоставлении помощи потерпевшим в Спитакском землетрясении. Особо отличившиеся работники были награждены знаком «Отличник Аэрофлота» и почетными грамотами Министерства гражданской авиации.
11.10.1991 г. Донецкий объединённый авиаотряд был переименован в «Донецкое авиапредприятие».
В 1992 г. авиапредприятие силами своего инженерно-технического состава приступило к ремонту самолетов Як-42, налетавших 10000 лётных часов, так как к выполнению такого вида ремонта авиазаводы оказались не готовы. Авиапредприятие выполняло ремонт как собственных самолетов Як-42, так и самолетов, принадлежавших другим авиапредприятиям (Вильнюс, Краснодар, Ульяновск).
Начиная с 1993 года, авиапредприятие на судах Як-42 начинает активно развивать международные направления, освоив за 10 лет воздушные линии более чем 40 стран.
25.02.1998 г. «Донецкое авиапредприятие» получило новое название — Донецкая государственная авиакомпания «Донбасс — Восточные авиалинии Украины».
01.10.2003 г. Происходит реорганизация авиапредприятия путём разделения аэропорта (аэропорт «Донецк»)и авиакомпании. Авиакомпания получает следующий статус — коммунальное предприятие Донецкого областного совета авиакомпания «Донбассаэро».
01.07.2005 г. был приобретен первый Airbus A320, 21.06.2006 г. — второй.
27.02.2007 г. объявлено о создании стратегического альянса «Украинская авиационная группа» совместно с компанией «Аэросвит».
С 17 декабря 2007 года авиакомпания реорганизована в ООО «Донбассаэро».
В 2008 году внедрена и активно развивается программа для часто летающих пассажиров «Меридиан» (совместная программа с авиакомпанией «Аэросвит»).
В конце 2012 года почти все летающие самолеты из флота Донбассаэро были переведены в парк Розы Ветров, а сама авиакомпания сообщила сотрудникам о планируемых масштабных сокращениях.
12 декабря 2012 года владельцы авиакомпании приняли решение о подаче в суд заявления о банкротстве. 10 января 2013 года Хозяйственный суд Донецкой области ввел мораторий на удовлетворение требований кредиторов и назначил управляющего санацией, которая продлится 6 месяцев, главу Донбассаэро Олега Новикова.
C 14 марта 2013 Госавиаслужба Украины прекратила действие сертификата эксплуатанта авиакомпании Донбассаэро.
Решение было принято 12 марта на основании Правил сертификации эксплуатантов, которые осуществляют эксплуатацию гражданских воздушных судов с целью выполнения коммерческих транспортных перевозок, протокола заседания постоянно действующей Комиссии по вопросам сертификации эксплуатантов и письма авиакомпании Донбассаэро.
Подпункты «б» и «е» пункта 5.16 и пункт 6.3 Правил сертификации эксплуатантов, на которые сослалась Госавиаслужба при вынесении решения, предусматривают, что действие сертификата может быть прекращено, если авиакомпания не выполняла полеты на протяжении более, чем три месяца, и не имела достаточной финансово-экономической базы для обеспечения безопасности, финансовых обязательств по всем договорам обязательного страхования, а также содержания необходимого персонала.
С 14 марта Госавиаслужба также приостановила действие Сертификата одобрения организации по техническому обслуживанию авиакомпании Донбассаэро.

## Сеть линий
Авиакомпания обслуживала внутренние линии Украины с основными целями Донецк, Киев, Харьков, Одесса, Днепр, Черновцы, Симферополь. На международных направлениях авиакомпанией обслуживались Москва, Вильнюс, Рига, Мюнхен, Стамбул, Дубай, а также средиземноморские курорты.

## Флот

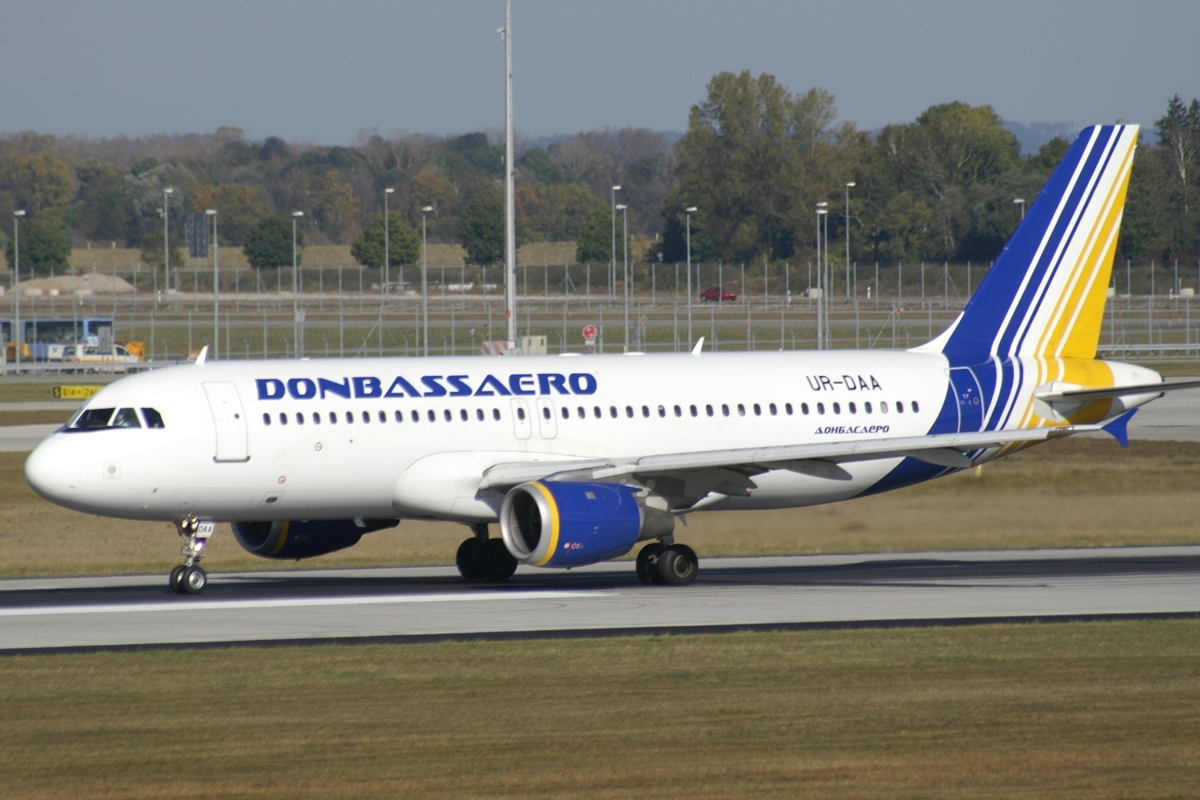
Airbus A320 Донбассаэро UR-DAA в Мюнхенском аэропорту

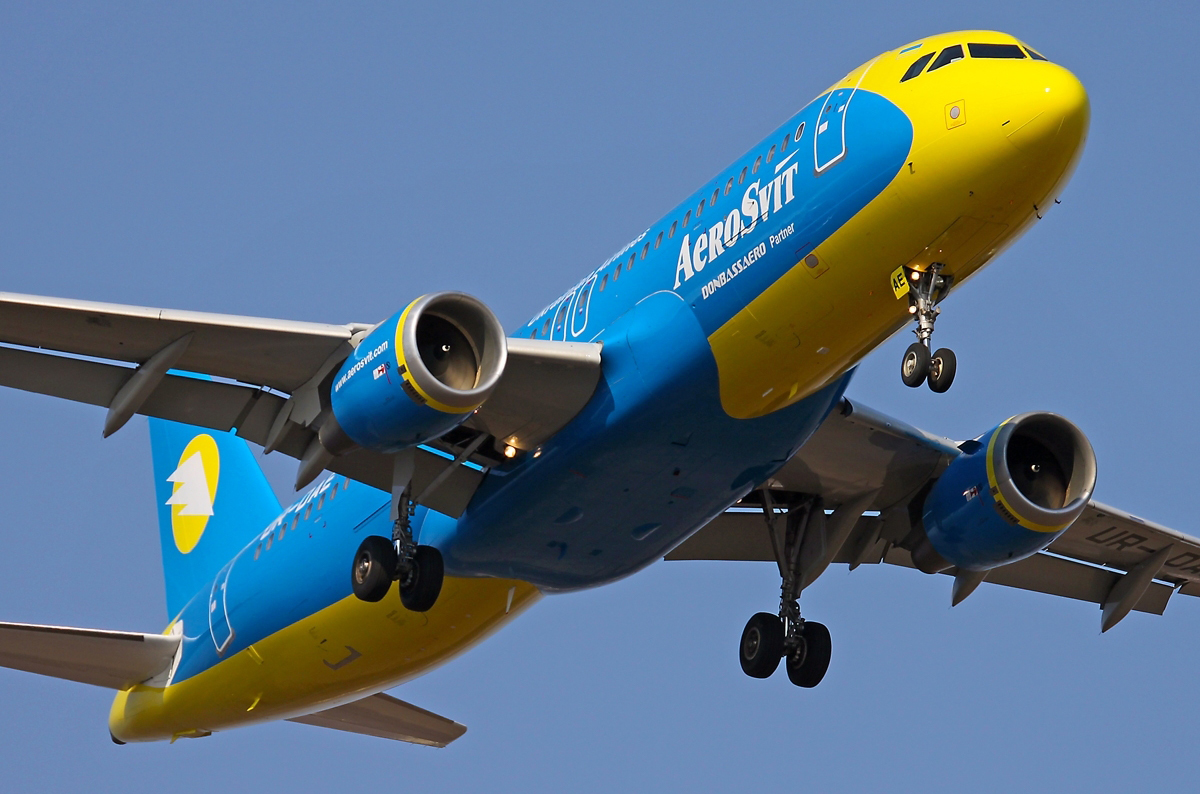
UR-DAE в ливрее Аэросвита

| №  | Регистрационный номер | Модель самолёта | Серийный номер | Первый полёт | История                              | Фото |
| -- | --------------------- | --------------- | -------------- | ------------ | ------------------------------------ | ---- |
| 1  | UR-DAA                | Airbus A320-211 | 85             | 17.10.1989   | +. Архивировано 30 ноября 2012 года. | +.   |
| 2  | UR-DAB                | Airbus A320-231 | 230            | 02.07.1991   | +. Архивировано 30 ноября 2012 года. | +.   |
| 3  | UR-DAC                | Airbus A320-233 | 733            | 18.09.1997   | +. Архивировано 30 ноября 2012 года. | +.   |
| 4  | UR-DAD                | Airbus A320-232 | 747            | 20.10.1997   | +. Архивировано 30 ноября 2012 года. | +.   |
| 5  | UR-DAE                | Airbus A320-211 | 235            | 01.08.1991   | +. Архивировано 30 ноября 2012 года. | +.   |
| 6  | UR-DAF                | Airbus A321-231 | 1869           | 13.11.2002   | +. Архивировано 30 ноября 2012 года. | +.   |
| 7  | UR-DAH                | Airbus A320-212 | 645            | 20.11.1996   | +. Архивировано 30 ноября 2012 года. | +.   |
| 8  | UR-DAI                | Airbus A320-212 | 579            | 08.02.1996   | +. Архивировано 30 ноября 2012 года. | +.   |
| 9  | UR-DAJ                | Airbus A320-232 | 760            | 20.11.1997   | +. Архивировано 30 ноября 2012 года. | +.   |
| 10 | UR-DAK                | Airbus A320-211 | 662            | 07.02.1997   | +. Архивировано 30 ноября 2012 года. | +.   |

## Сотрудничество

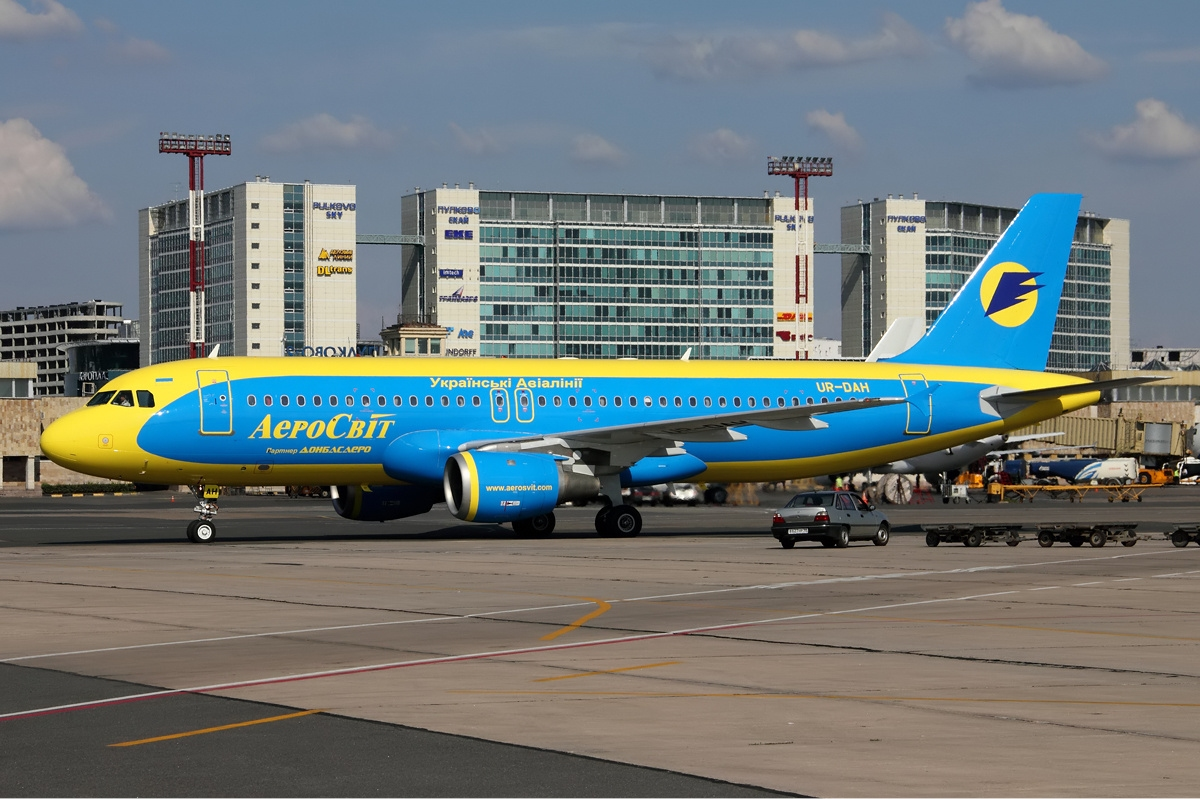
Airbus A320 авиакомпании Донбассаэро в ливрее Аеросвита

27 февраля 2007 года было объявлено о создании стратегического альянса «Украинская авиационная группа» с авиакомпанией «АэроСвит».
В 2010 году к альянсу подключилась авиакомпания Днеправиа.